# Raio Negro (Marvel Comics)
Raio Negro (Black Bolt no original) é um personagem fictício que aparece nas histórias em quadrinhos publicadas pela Marvel Comics. Criado por Stan Lee e Jack Kirby em 1965, seus poderes são o de emitir gritos devastadores, erguer grande quantidade de peso e voar.

## Biografia ficcional do personagem
Filho de dois dos maiores geneticistas do Grande Refugio de Attilan, morada dos inumanos: Agon, chefe do Conselho de Genética, e Rynda, diretora do Centro de Cuidados Pré-natais.
Submetido a Névoa Terrígena (cuja propriedade é alterar o DNA dos organismos), enquanto ainda se encontrava no ventre da mãe, o inumano nasceu com estranhos poderes até mesmo para seus semelhantes. Quando criança, ele demonstrou certas habilidades de manipular energia, as quais ainda não conseguia controlar, e provocou com a voz descargas sônicas de grande poder destruidor. Para proteção da comunidade, ele foi confinado no interior de uma câmara a prova de som e recebeu uma vestimenta capaz de controlar seu poder.
Lá foi instruído na arte de dominar suas habilidades até a idade de 19 anos, quando seu regresso à sociedade foi permitido. Um mês depois de receber a liberdade, Raio Negro descobriu que seu irmão, Maximus, estava preste a fazer um pacto com um emissário da raça Kree, tentando impedir que a nave kree escapasse, o inumano utilizou seu poder proibido e derrubou o veículo do céu. Quando a espaçonave caiu, chocou-se contra o edifício do parlamento matando vários membros do Conselho de Genética, inclusive seu pai. Maximus também sofreu conseqüências com o ocorrido: a reverberação do grito do irmão afetara sua sanidade, bloqueando os poderes mentais que ele possuía desde o nascimento. Apesar da culpa e de seus silenciosos protestos, Raio Negro foi obrigado a aceitar o manto de líder dos inumanos com 20 anos de idade.
Depois de Triton ser mantido preso por humanos, Raio Negro presume que Attilan está em perigo. Sob o seu comando, a cidade de Atillan foi transferida para as montanhas, no Tibete, com o objetivo de não ser localizada pelos seres humanos. Afetados pela poluição da Terra, os Inumanos acabaram se mudando para a Lua, numa região conhecida como Zona Azul, local onde também vive o Vigia. Raio Negro é o inumano mais poderoso de toda a história.

## Poderes e habilidades
- Aproveitamento de Elétrons e Partículas do Ambiente: a habilidade sobre-humana primária de Raio Negro é o poder de aproveitar elétrons. O centro do fala de seu cérebro contém um mecanismo biológico único que é capaz de gerar uma partícula desconhecida que interage com os elétrons que ele absorve para criar certos fenômenos que são determinados por seu controle mental. Após a detonação da Bomba Terrígena, os poderes de Raio Negro sofreram uma grande redução. Ele já se recuperou graças a um banho em águas exogenéticamente carregadas.
  - Grito Hiper-Sônico: a arma ofensiva mais devastadora de Raio Negro e um dos fenômenos baseados na interação das partículas, é a sua voz. Um sussurro pode nivelar uma cidade, fazer vulcões adormecidos distantes se tornarem ativos novamente, rachar continentes inteiros e gerar tremores no outro lado do planeta. Um grito hipersônico foi dito gerar força suficiente para destruir planetas. Devido ao perigo constante e extremo representado pela sua voz, ele foi submetido a um rigoroso treinamento mental para o impedir de proferir até mesmo o menor som, mesmo durante o sono. Recentemente, foi demonstrado que o grito de Raio Negro é conectado a suas emoções, especialmente a raiva. Isso por sua vez significa que o poder de seu grito vai depender de seu estado emocional. Isso explicaria a diferença um tanto significativa da energia liberada por seu grito semi-sônico.
  - Canalização de Partículas e Elétrons: Raio Negro usa uma antena metálica em forma de garfo em sua testa que lhe permite concentrar e canalizar seus poderes de forma mais direcionada e menos destrutiva. Esta antena monitora o centro de fala de seu cérebro e permite a ele direcionar quantidades de partículas desconhecidas para criar fenômenos controlados, tais como aumentar sua força física além de seus limites normais. Ele também pode canalizar toda a energia disponível que ele tem em um braço para um único e  poderoso soco chamado de Golpe Mestre. O esforço ao fazer isso, no entanto, afeta sua capacidade de utilizar a energia no seu poder máximo por um curto período.
  - Manipulação de Partículas e Elétrons: Raio Negro também pode direcionar a partícula desconhecida para o exterior, sem a utilização de suas cordas vocais. Ele pode liberar as partículas através de seus braços e criar pequenas, ainda que poderosas, rajadas de força concussiva. Ele também pode formar um campo de elétrons altamente ativos em todo seu corpo com o balançar de uma mão. Este campo pode desviar projéteis. Raio Negro também pode criar interação suficiente entre os elétrons e partículas de energia para gerar áreas sólidas o suficiente para ele as atravessar.
  - Manipulação de Matéria e Energia: através de um método desconhecido, Raio Negro demonstrou inúmeras vezes que ele tem a habilidade de manipular a matéria e energia em um grau desconhecido. Ele demonstrou a capacidade de transmutar os elementos, transformar água em gelo, criar vários brinquedos do ar por re-organizar a estrutura molecular. Ele destruiu uma Labareda Solar poderosa o suficiente para aniquilar a Terra, e foi capaz de bloquear os poderes de outros através dessa habilidade e por sua vez, impedir que eles usassem as usassem.
  - Escudo Psíquico: Raio Negro tem forte resistência psíquica, como é evidente quando ele foi capaz de resistir facilmente as habilidades mentais de seu poderoso irmão.
  - Voo: Raio Negro também pode aproveitar as partículas desconhecidas que seu cérebro gera para interagir com elétrons para criar anti-grávitons que o permite desafiar a gravidade. Ao emitir um jato de partículas movendo-se rapidamente enquanto envolto por anti-grávitons, Raio Negro é capaz de voar mais rápido do que as velocidades hipersônicas durante um período de 10 horas, e voar além da velocidade de escape. O campo anti-gráviton também serve para proteger Raio Negro contra os efeitos prejudiciais do movimento rápido através da atmosfera, embora não seja necessário.

### Habilidades
Raio Negro é capaz de se comunicar não-verbalmente, embora Medusa, muitas vezes, atue como uma tradutora para ele. Ele também é um mestre em combate corpo-a-corpo, embora mesmo que o menor ruído, mesmo o menor suspiro direcionado a maioria dos indivíduos, mesmo aqueles que possuem grandes atributos físicos, é suficiente para destruí-los.
- Imunidade Diplomática: como o líder de uma nação soberana, ele costuma visitar os EUA ou as Nações Unidas, por motivos políticos. Ele goza de imunidade diplomática durante estas viagens.

## Em outras mídias

### Televisão
- Raio Negro e outros Inumanos aparecerem no episódio "Medusa and the Inhumans" da série animada do Quarteto Fantástico.
- Raio Negro aparece nos episódios "Natureza Inumana" e "Planeta Monstro Pt. 2", respectivamente da primeira e segunda temporadas de Hulk e os Agentes de S.M.A.S.H., onde é dublado por Clancy Brown.
- Raio Negro também aparece na terceira e quarta temporada, respectivamente nos episódios "Inumanidade" e "Agent Web" de Ultimate Spider-Man, dublado por Fred Tatasciore.
- Raio Negro aparece nos episódios "Crystal Blue Persuasion" e "Inhuman touch" da série animada Guardiões da Galáxia, dublado por Trevor Devall.
- Raio Negro reaparece nos episódios "Inhumans Among Us" e "The Inhuman Condition" da série animada Avengers: Ultron Revolution, com Fred Tatasciore reprisando seu papel.

#### Universo Cinematográfico Marvel
- Anson Mount interpreta Raio Negro na série Inumanos,[1] programada para setembro de 2017.

### Filmes
- Raio Negro faz uma aparição no filme animado lançado diretamente em DVD, Planeta Hulk (2009).
- Raio Negro aparece como um dos Illuminati da Terra-838 em Doutor Estranho no Multiverso da Loucura. Anson Mount reprisa o personagem.[2] Depois que os Illuminati derrotaram o Thanos, o Doutor Estranho de seu universo foi executado por Raio Negro por causar uma incursão. Ele tenta enfrentar sua Terra-838 a Wanda Maximoff / Feiticeira Escarlate (que está sendo sonhada por sua contraparte principal da linha do tempo), mas antes que ele possa dizer qualquer coisa, ela usa seus poderes para fazer sua boca desaparecer, fazendo com que ele grite em pânico. , o que resulta nele explodindo parcialmente sua própria cabeça, matando-o.

### Videogames
- Raio Negro aparece como um personagem não-jogável no jogo console Marvel: Ultimate Alliance (2006).
- Raio Negro é um personagem desbloqueável de tempo limitado em Marvel: Avengers Alliance.
- Raio Negro aparece como um personagem jogável em Lego Marvel Super Heroes.
- Raio Negro é um personagem jogável no jogo para mobile Marvel Contest of Champions.
- Raio Negro também aparece como um personagem jogável no jogo de luta para mobile Marvel's Mighty Heroes.
- Raio Negro é um personagem jogável no jogo mobile lançado em 2015, Marvel: Future Fight.
- Raio Negro também é um personagem jogável em Marvel Heroes e Marvel Puzzle Quest.

## Ligações Externas
- «Raio Negro» (em inglês). no site da Marvel